# Patricia Pillar
Patrícia Gadelha Pillar (Brazíliaváros, 1964. január 11.) brazil színésznő, akit főleg a Rede Globo által készített sorozatokban, filmekben lehet látni.

## Élete és pályafutása
Ciro Gomes politikus férje, aki a brazil Szociális Rend Republikánus Pártjának a tagja.
1985-ben tűnt fel először a televízióban, több klipben lehetett látni, majd a Globo által készített Roque Santeiro című sorozatban. Ismert a hazánkban is bemutatott A pampák királya (O rei do gado) című sorozat Luanajaként lett, melyben Antônio Fagundes mellett szerepelt. Több telenovellában is feltűnt utána.
2001 decemberében mellrákot diagnosztizáltak nála, amiből kigyógyult.

## Sorozat szerepei
- 2008 - A Favorita.... 	Flora Pereira da Silva (Sandra Maia/ Espoleta)
- 2006 - Sinhá Moça .... Cândida Ferreira (Baronesa de Araruna)
- 2004 - Cabocla .... Emerenciana de Sousa Pereira (Ciana)
- 2001 - Um Anjo Caiu do Céu .... Duda (Maria Eduarda)
- 1996 - O Rei do Gado(A pampák királya) .... Luana (Marieta Berdinazzi) (magyar hangja: Tóth Ildikó)
- 1994 - Pátria Minha .... Ester Fonseca
- 1993 - Renascer .... Eliana
- 1991 - Salomé .... Salomé
- 1990 - Rainha da Sucata .... Alaíde
- 1988 - Vida Nova .... Bianca
- 1987 - Brega & Chique .... Ana Cláudia Alvaray
- 1986 - Sinhá Moça (A kisasszony) .... Ana do Véu (Ana Luísa Maria Teixeira)
- 1985 - Roque Santeiro .... Linda Bastos Moreyra França